# Дуелтум
Дуелтум, најстарија римска колонија на тлу Бугарске, основана је почетком 70-тих година 1. века, на ушћу  реке Средецке, у селу Дебелт, општина Средец, у југоисточној Бугарској.
Оснивање колоније повезује се са војним ветеранима Осме Аугустове легије, који су након пензионисања, а за време владавине цара Тита Флавија Веспазијана, добили земљу на том подручју, да је обрађују. Досељени ветерани имали су висок статус и били су ослобођени плаћања директних пореза у Римском царству. Колонија је била потчињена цару Рима, и по томе се разликовала од осталих колонија у провинцији Тракија. Уз град је постојала и лука уз садашње Мандренско језеро.
Прво су изграђене две централне улице, у правцу исток-запад и север-југ, затим одређено место главне капије града и развијена урбана структура. За време владавине цара Марка Аурелија (2. век) колонија је заштићена великим утврђеним зидинама. У другој половини 2. и почетком 3. века колонија је брзо расла и развијала се; добила је и право ковања властитог новца. У то време постојали су култови различитих богова; у северном делу насеља идентификовани су остаци два храма.
Зграда купатила – терме – служила је за купање, пре подне су их посећивале жене, поподне мушкарци, али служила је и за дружење, разоноду и играње коцкица. Купке су имале подно грејање.
Међу истраженим објектима је и огромна јавна зграда у којој је пронађена глава кипа цара Септимијуса Северуса (Septimius Severus), који је био постављен специјално због његове посете колонији 195. године. Поред главе цара пронађене су 3 бронзане ноге, све леве, што указује на различите статуе. Претпоставља се да је град посетила и породица цара Филипа Арабљанина.
У 4. веку град је постао епископско средиште. У другој половини 5. века, после бројних најезда Гота, а касније и Хуна, изграђен је нови бедем града, који је сужен, јер се и његово становништво осипало.
После 812. године, након освајања територије од Кана Крума, изграђен је заштитни зид импресивних димензија, као део границе Бугарске и Византије. Приликом потписивања мировног уговора између ове две државе дошло је до кориговања границе, и јужно од реке изграђена је византијска царина, а недалеко од ње – црква. Претпоставља се да је 864. године у тој цркви крштен кнез Борис I Михаило. 
На локацији могу да се виде и остаци тврђаве која је у 9-10. веку претворена у средњевековни Девелт. Девелт је као насеље функционисало до краја 13. века, а на месту античког града појавио се бугарски гарнизон. После доласка Османлија, насеље се преместило на локацију северног дела данашњег села Дебелт и постепено претворило у село.
Најстарије сачувано име насеља је Довелт, од пре две хиљаде и четири стотине година, што значи „место између две мочваре“ на језику древних Трачана. Локација је између река, недалеко од мора, често плављена, али стога и плодног земљишта.  
1881. године браћа Шкорпил су утврдила да се ту налазе руине древне колоније Деултум. Тада су поменули да су градске зидине високе око 2 метра. Савремена истраживања су започела 1981-1985. Утврђено је да је прво на овом месту постојало тракијско насеље, пре почетка нове ере. Дебелт је проглашен археолошким резерватом у лето 1988. године.
Дебелт је проглашен једним од бугарских чуда 2011. године, изабран електронским гласањем.
Данас успомену на ту колонију чува Национали археолошки резерват „Дуелтум-Дебелт“ у селу Дебелт. У музеју је поставка неколико изложби са остацима тракијске, грчке, римске и византијске цивилизације. Из римског периода је, поред бронзане главе Септимијуса Северуса, постављена и изложба предмета за свакодневну употребу, као и забаву римских грађана: лампе, посуде за вино, коцкице, огледала.

## Галерија
- Дуелтум
- Дуелтум - Дебелт
- Дуелтум - Дебелт